# Сумпор
Сумпор (S, лат. sulphur) је неметал A групе. Стабилни изотопи сумпора су:  и 
Сумпор је неопходан за живот човека. Улази у састав две аминокиселине као и у многа битна биолошка једињења, као што су на пример витамини.
Важнија једињења сумпора су сумпорна киселина, сумпораста киселина, њихове соли, сумпор(IV)оксид и сумпор(VI)оксид. Познати су и оксиди сумпора:  и SO3(VI).
Сумпор се јавља и у чистом облику и у облику минерала сулфида и сулфита. Сем из сумпорних руда сумпор се у великој количини добија и пречишћавањем каменог угља и пречишћавањем индустријског пепела.

## Историја
Човек користи сумпор већ дуго времена. Кинези и Египћани су користили сумпор од око 5000. п. н. е. за избељивање текстила, као лек и за дезинфекцију. На такозваном Еберсовом папирусу описана је употреба сумпора у третирању бактеријских упала ока (трахома). Једна природна алотропска модификација сумпора звана шилиуханг била је позната у Кини од 6. века п. н. е. У трећем веку п. н. е. Кинези су добијали сумпор из пирита.
Преткласична Грчка користила је сумпор као лек као и сумпор-диоксид настао сагоревањем сумпора у сврху дезинфекције и лечење инфективних болести попут куге те сумпорисање вина. Већ око 800. п. н. е. Хомер га је споменуо у епу „Одисеја”. Античке војске користиле су сумпор у ратовима као запаљиво средство или средство за поспешивање ватре. Плиније Старији је 79. н.е. у свом делу Naturalis historia споменуо острво Милос као место где се може пронаћи доста сумпора као и његову употребу као средство за дезинфекцију, лечење и избељивање. Једна расправа из  1044. године у доба династије Сонг описује различите облике кинеског барута, као мешавину калијум нитрата, дрвеног угља и сумпора. Роџер Бејкон је 1242. описао начин добијања сличне мешавине. Барут је дуго времена важио као једина експлозивна материја. Улога немачког свештеника Бертолда Шварца, којем се приписује поновно „откриће” барута, није поткрепљена чврстим историјским доказима.
Утицај сумпор-диоксида, насталог сагоревањем угља, на околину и квалитет ваздуха у Лондону описао је 1661. Џон Евелин у писму тадашњем енглеском краљу Чарлсу II Стјуарту, као и у свом делу Fumifugium (The Inconveniencie of the Aer and Smoak of London Dissipated), првој књизи о загађењу ваздуха у Лондону.
Као један од првих хемијско-техничких процеса Џон Робак је 1746. развио поступак оловних комора за производњу сумпорне киселине. У новембру 1777. Лавоазје је први који је претпоставио да је сумпор заправо хемијски елемент. Његови експерименти и посматрања понашања сумпора при сагоревању довели су коначно до обарања теорије флогистона. Осим тога, Хамфри Дејви је 1809. успео да експериментално добије доказ да сумпор не садржи кисеоник, нити водоник. Коначно, елементарни карактер сумпора дали су Ге-Лисак и Тенард 1810. испитујући резултате Дејвијевих експеримената. На предлог Берцелијуса од 1814. почео се користити симбол елемента S, пошто је у табелу атомских тежина заведен под називом сумпур. Дански хемичар Вилијам Зеис открио је 1822. ксантогенат и 1834. године направио етантиол, први тиол (меркаптан).
Развој и патентирање контактног поступка уследио је 1831. што је учинио произвођач сирћета Перегрин Филипс. Он је у британском патенту бр. 6096 описао спонтану оксидацију сумпор-диоксида у сумпор триоксид у ваздуху уз присуство платине као катализатора. Након те реакције он је добио сумпорну киселину након што је триоксид апсорбовао воду. Касније је ванадијум пентоксид заменио платину као катализатор. Следећи велики искорак постигао је Чарлс Гудјир 1839. када је развио хемијско-технички процес вулканизирања каучука елементарним сумпором. Тиме је поставио темеље индустрије каучука. Осим тога тај процес је био почетак изградње пословног царства Франка и Чарлса Сајберлинга, заснованог на гумама, а свом концерну дали су име Goodyear у част изумитеља.
Од 1891. до 1894. хемичар немачког порекла Херман Фраш развио је процес који је добио име по њему, Фрашов процес, након што је 1865. у Луизијани открио подземне наслаге сумпора, које се до тада, пре открића овог процеса, нису могле искористити.

## Примена сумпора
Сумпор и његова једињења су битне сировине за добијање сумпорне киселине, основног састојка многих процеса хемијске индустрије. Већи део сумпора који се добије користи се у производњи сумпорне киселине. Велике количине сумпора се користе и у вулканизацији у процесима у којима се каучук претвара у гуму. Природни каучук кроз третирање сумпором губи своју лепљивост и постаје еластичнији. Овај процес се одиграва при температури између 100 – 150 °C. Зависно од процента сумпора добија се мека или потпуно тврда гума.
Због релативно мале запаљивости сумпор се користи за израду вештачких пламенова. У медицини се сумпор користи за лечење кожних болести. Користи се и као средство за уништавање корова. Користи се и за производњу лекова, шибица, пестицида и папира. Мале количине сумпора се користе и за производњу специјалне врсте бетона. Тај бетон, за разлику од обичних, не подлеже дејству киселина, тако да се користи у неким фабрикама у којима постоји опасност од изливања киселина.

## Заступљеност
У чистом облику јавља се у великим количинама у Пољској око Тарнобрега (Tarnobrzeg), на Сицилији, у Луизијани и Тексасу (САД), у Јапану, у Туркменистану и Узбекистану. Сем тога сумпор је састојак бројних једињења од којих су најпознатија: 
- - пирит
- - гипс

## Добијање
Сумпор се добија из два извора: Већина сумпора се добија из подземних залиха. Одређена количина сумпора се налази у нафти и у земном гасу (непрерађена нафта и земни гас који се добијају у одређеним рејонима садрже велике количине сумпора. При њиховом спаљивању настаје сумпордиоксид који изазива загађење ваздуха и киселе кише. Због тога пре него што ова горива пусте у промет рафинерије су дужне да уклоне сумпор из њега). Сумпор који се налази у чистом облику испод земље се отапа загрејаном воденом паром и вади на земљину површину помоћу ваздуха под притиском. Битан извор сумпора су такође и његова једињења која се налазе у индустријским гасовима. Сумпор се у индустрији добија и редукцијом сумпордиоксида помоћу угљенмоноксида.
Количина сумпора у каменом угљу долази до неколико процената и он такође представља извор овог елемента. Мале количине сумпора се налазе у животињским беланчевинама.

## Физичко-хемијске особине сумпора и њихових једињења

### Алотропијаи физичке особине сумпора
Сумпор је елемент који се јавља у неколико алотропских модификација. Његове две основне модификације су ромбоидна и монолитна. Сем ње је позната и једна непостојана - перласта. Као даље модификације могу се јавити субмикрокристална (то јест безоблична), као и пурпуран сумпор која настаје кондензацијом сумпорних пара при температури течног ваздуха. Ромбоидни сумпор је постојан до температуре од 95,5 °C, а на тој температури се услед притиска властите паре претвара у монолитан сумпор. При температури од 119 °C монолитан сумпор прелази у течно стање. При притиску од преко 1200 атмосфера постоји само једна модификација сумпора - ромбоидна.
Уколико ромбоидан сумпор загревамо веома брзо прелазећи температуру од 95,5 °C, сумпор се може сачувати у стању непостојане равнотеже и он неће прећи у монолитну модификацију. На аналоган начин може се сачувати течан сумпор на температури испод 119 °C. 
Сумпор се раствара у неким растварачима као што су . Посебно је понашање сумпора у течном стању. Преко температуре топљења сумпор гради светложуту течност. Са порастом температуре течност постаје све гушћа и мења боју у тамносмеђу. При температури од 187 °C сумпор добија максималну лепљивост која је око 10000 пута већа од првобитне. На тој температури сумпор има толику густину да се не може просути из посуде окренуте дном нагоре. При даљем загревању сумпор постаје опет лако запаљив и достиже температуру кључања на температури од 444,6 °C. Течан сумпор који се нагло охлади (на пример сипањем у хладну воду) постаје еластичан (пластичан) слично каучуку. Механичким развлачењем пластичног сумпора настаје влакнаста структура. 
Даљим повећањем температуре настаје, као и обично, смањење лепљивости. Обе модификације сумпора се разликују у растворљивости у . Развлачен пластичан сумпор садржи спирално укрштене елементе грађе сложене у влакна. Пластичан сумпор може се вулканизирати као и каучук. Паре сумпора на температури близу кључања се састоје из  и делимично  молекула. Повишавањем температуре честице се смањују. На температури од 800 °C паре сумпора се састоје само из двоатомних молекула. Дисоцијација двоатомских честица на појединачне атоме захтева значајну потрошњу енергије. Степен дисоцијације двоатомских честица износи 3,7% на температури од 1727 °C а 72,6% на температури од 2727 °C.

### Колоидни сумпор
Ако се паре сумпора нагло охладе, оне се кондензују у облику ситног, жутог праха — сумпорног цвета. Он се знатним делом састоји од аморфног (безобличног) сумпора. Безобличан сумпор при повишењу температуре прелази у кристалан, при чему је ова промена иреверзибилна. Безобличан сумпор се такође јавља и при издвајању из раствора у току хемијске реакције.
Том приликом настаје раствор сумпора у води. У таквом раствору су честице сумпора веома мале, али веће него што је то случај код правих раствора, па овакви системи имају специфичне особине и означавају се као колоидни раствори.

### Хемијске особине сумпора
На обичној температури сумпор је слабо активан. Тачка паљења сумпора је на температури од 250 °C. Сумпор се веома лако једини само са флуором, а са хлором већ доста теже. Са другим елементима као на пример водоником тек при повишеној температури. Реагује и са металима али тек на повишеној температури, и те реакције су егзотермне тако да се отпочета реакције синтезе сама наставља даље неретко са жарењем мешавине.

## Токсичност сумпора
Сумпор изазива надражаје слузокоже носних канала и очију. Он не изазива јака тровања. Већина његових једињења је отровна.

## Сумпордиоксид
Сумпордиоксид настаје спаљивањем сумпора на ваздуху. Он је безбојан гас, загушљивог мириса. Тежи је од ваздуха. Раствара се у води. Раствор који настаје је кисео јер гас реагује са водом градећи сумпорасту киселину . То доказује да је сумпордиоксид кисели оксид. Сумпораста киселина је нестабилна и лако се поново разлаже на сумпордиоксид и на воду.
Сумпордиоксид у облику раствора или у влажном окружењу делује као избељивач. Сумпор диоксид избељује разне ствари редукујући састојке који се у њима налазе.
Сумпордиоксид се испушта као споредни продукат из аутомобила и из димњака фабрика загађујући животну средину. Напада систем за дисање људи и животиња. Растварајући се у ваздуху узрокује киселе кише које уништавају биљке, металне конструкције и грађевине.

## Примена сумпордиоксида
Одређене количине се користе за избељивање вуне и дрвене масе при продукцији папира. Одређене количине се користе и за продукцију безалкохолних пића, џемова и за сушење воћа, јер зауставља развој бактерија и гљивица. 
Већина сумпордиоксида се користи за продукцију сумпорасте киселине.